# Wilhelm Lübke

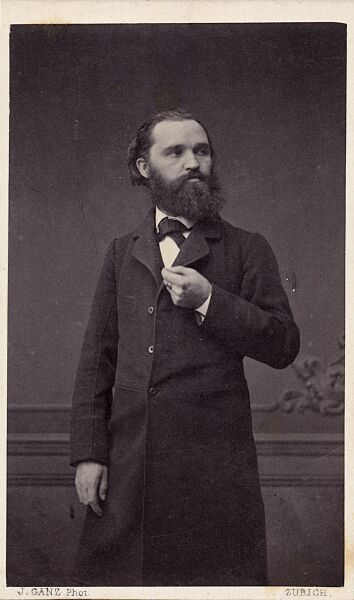
Wilhelm Lübke (1886)

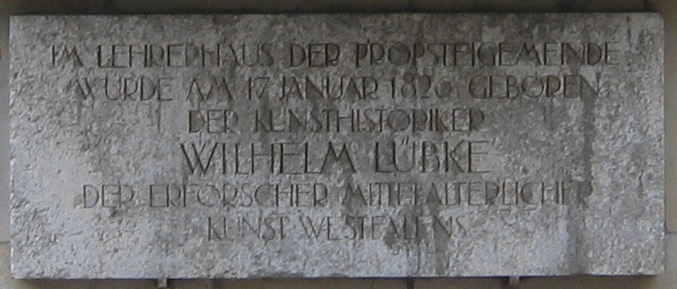
Gedenkstein an die Geburt Wilhelm Lübkes

Wilhelm Lübke (* 17. Januar 1826 in Dortmund; † 5. April 1893 in Karlsruhe) war ein deutscher Kunsthistoriker.

## Leben
Wilhelm Lübke – Sohn des Volksschullehrers Peter Lübke und seiner Ehefrau Wilhelmine Enckhaus – hatte sechs jüngere Geschwister. Er wuchs mit seinen Eltern im Dominikanerkloster bei der Propsteikirche auf. Lübke besuchte die Volksschule und das Gymnasium. Er beschäftigte sich, angeregt durch die Kunstschätze in den Dortmunder Kirchen, schon früh mit Kunstgeschichte. Um 1845 veröffentlichte er anonym drei Streitschriften bei C.L.Krüger, mit deren Erlös er zum Teil sein Studium finanzierte. Ab 1845 studierte er zunächst in Bonn, ab 1846 dann in Berlin Altphilologie. Er wurde 1845 Mitglied der Burschenschaft Fridericia Bonn. 1848 erwarb er die „Facultas docendi“ und wurde Lehramtskandidat am Friedrich-Werderschen Gymnasium in Berlin. Nach dem Probejahr lehnte er eine Festanstellung in Prenzlau ab und widmete sich ganz der Kunstgeschichte. Er lernte Jacob Burckhardt und Franz Theodor Kugler kennen und unternahm Wanderungen zu Kunstdenkmälern, meistens gemeinsam mit Hermann Kestner. Teilweise begleitete er auch Theodor Fontane auf seinen Wanderungen durch die Mark Brandenburg. Nebenbei arbeitete er für das „Deutsche Kunstblatt“ von Friedrich Eggers und die Spenersche Zeitung, womit er in der Öffentlichkeit bekannt wurde und schließlich von Wilhelm Junkmann den Auftrag erhielt, eine Kunstgeschichte des Mittelalters in Westfalen zu erarbeiten. 1853 veröffentlichte er Mittelalterliche Kunst in Westfalen, 1855 die Geschichte der Architektur, die Lübke in den Folgeauflagen überarbeitete und erweiterte und die zu einem Standardwerk wurde. Zwei Jahre später bewarb er sich bei der Berliner Bauakademie und wurde als Lehrer für Kunstgeschichte angenommen.
Er heiratete am 30. Dezember 1857 Mathilde Eichler, verwitwete Bennewitz.
1859 erhielt er einen Ruf an das Eidgenössische Polytechnikum Zürich, den er zunächst ablehnte. 1861 wurde er dort aber doch Nachfolger Burckhardts als Professor am Lehrstuhl für Kunstgeschichte. Fünf Jahre später wechselte er zum Polytechnikum Stuttgart, an dem er bis 1885 lehrte. Gegen Ende kam es aber zu Querelen, Anschuldigungen und Angriffen, sodass er an das Polytechnikum Karlsruhe wechselte, an dem er bis zu seinem Tod lehrte. Seit 1880 war er bereits Direktor der Kunsthalle in Karlsruhe. 1870 wurde er als korrespondierendes Mitglied in die Bayerische Akademie der Wissenschaften aufgenommen. 1873 wurde er assoziiertes Mitglied der Académie royale des Sciences, des Lettres et des Beaux-Arts de Belgique (Classe des Beaux-Arts).
Lübke engagierte sich wiederholt publizistisch für das Werk seines (späteren) Zürcher Kollegen Gottfried Semper, dessen Dresdener Gemäldegalerie er ausführlich besprach und auf gleiche Ebene wie Karl Friedrich Schinkels Altes Museum in Berlin stellte.
1892 verstarb seine Frau, er heiratete erneut, diesmal eine Verwandte seiner Frau. Am 5. April des darauffolgenden Jahres starb Wilhelm Lübke in Karlsruhe. Er wurde auch dort begraben.

## Auszeichnungen
- 8. Mai 1876 Ritterkreuz I. Klasse des großherzoglich hessischen Verdienstordens Philipps des Großmütigen[7]
- 1893 wurde ihm in Karlsruhe ein von dem Bildhauer Heinrich Weltring geschaffenes Denkmal errichtet, das heute auf dem Gelände des Karlsruher Instituts für Technologie steht.

## Schriften
- Vorschule zur Geschichte der Kirchenbaukunst des Mittelalters. Krüger, Dortmund 1852.
- Die mittelalterliche Kunst in Westfalen. Nach den vorhandenen Denkmälern dargestellt. Weigel, Leipzig 1853.
- Geschichte der Architektur. Von den ältesten Zeiten bis auf die Gegenwart. Graul, Leipzig 1855.
- Denkmäler der Kunst. Ebner & Seubert, Stuttgart 1858.
- Die Kunst der Gegenwart. Ebner & Seubert, Stuttgart 1859.
- Grundriss der Kunstgeschichte. Ebner & Seubert, Stuttgart 1860.
- Schinkels Verhältniß zum Kirchenbau. Ernst & Korn, Berlin 1860.
- Der Todtentanz in der Marienkirche zu Berlin. Riegel, Berlin 1861.
- Abriss der Geschichte der Baukunst. Seemann, Essen 1861.
- Die Frauen in der Kunstgeschichte. Ebner & Seubert, Stuttgart 1862.
- Geschichte der Plastik von den ältesten Zeiten bis auf die Gegenwart. Seemann, Leipzig 1863.
- Die Baustyle des Alterthums. Seemann, Leipzig 1867.
- mit Jacob Burckhardt: Geschichte der neueren Baukunst. Ebner & Seubert, Stuttgart 1868.
- Die Baustyle des Mittelalters. Seemann, Leipzig 1868.
- Die Baustyle der Neuzeit. Seemann, Leipzig 1868.
- Geschichte der Renaissance Frankreichs. Ebner & Seubert, Stuttgart 1868.
- Kunsthistorische Studien. Ebner & Seubert, Stuttgart 1869.
- Über Kunstpflege. Seemann, Stuttgart 1872.
- Die moderne französische Kunst. Stuttgart 1872.
- Geschichte der deutschen Renaissance. Ebner & Seubert, Stuttgart 1872.
- Geschichte der italienischen Malerei vom 4. bis ins 16. Jahrhundert. Ebner & Seubert, Stuttgart 1878.
- Rafaels Leben und Werk. Gutbier, Dresden 1882.
- Kunstwerke und Künstler. Schottländer, Breslau 1886.
- Altes und Neues. Schottländer, Breslau 1890.
- Geschichte der deutschen Kunst von den frühesten Zeiten bis zur Gegenwart. Ebner & Seubert, Stuttgart 1890.
- Lebenserinnerungen. Fontane, Berlin 1891.